# Kanuriové
Kanuriové jsou africký národ obývající okolí Čadského jezera. Odhady jejich počtu se pohybují mezi pěti až deseti miliony. Hovoří kanurijštinou, která patří mezi nilosaharské jazyky. Více než 99 % Kanuriů vyznává sunnitský islám. Exonymum, kterým toto etnikum nazývají sousední Hausové, zní Beriberi.
Podle legendy přišli předkové Kanuriů do svých současných sídel z Jemenu. Od 8. století existovala v oblasti mocná říše Kanem, která kontrolovala obchodní cesty přes Saharu a v dobách největší slávy zasahovala až do Fezzánu. Vládnoucí vrstva přijala islám už v 11. století. Na tuto říši navázal stát Kanem-Bornu, existující až do roku 1900, kdy francouzská vojenská expedice zabila jeho vládce Rabaha a zemi Kanuriů si rozdělily evropské velmoci. V Maiduguri dosud sídlí tradiční panovník shehu (od roku 2009 je jím Abubakar Ibn Umar Garbai El-Kanemi), který má však pouze ceremoniální pravomoci.
Kanuriové obývají převážně severovýchod Nigérie: tvoří 3,6 % obyvatel země, ve státech Borno a Yobe jsou většinovým etnikem. Žijí také v přilehlých oblastech Nigeru, Čadu a Kamerunu, početná je i diaspora, například v Súdánu se uvádí přes tři sta tisíc kanurijských přistěhovalců. U příbuzných etnik Mangari a Kanembu existují spory, zda je počítat ke Kanuriům nebo uznávat jako samostatné národnosti. Rozdělení etnika mezi více zemí vede ke snahám o změnu hranic, hypotetický stát všech Kanuriů by měl rozlohu přes 500 000 km². Roku 1954 bylo založeno nacionalistické hnutí Borno Youth Movement. Kanuriové tvoří také většinu příslušníků militantní islamistické skupiny Boko Haram.
Zatímco příbuzná etnika Tubuové a Zagháwové setrvávají u kočovného pasteveckého způsobu života, Kanuriové jsou převážně zemědělci a obchodníci. Pěstují čirok, kukuřici a arašídy, chovají ovce, kozy a koně. Tradičním zdrojem obživy je také těžba soli a rybolov na Čadském jezeře, který však komplikuje postupné vysychání jezera. Kanuriové jsou nápadní vysokou postavou a velmi tmavou pletí. Žijí ve velkých rodinách, u zámožných mužů je běžná polygamie. Kanurijské vesnice jsou tvořeny domy z hlíny s kuželovou slaměnou střechou. Dosud se udržuje tradiční slavnostní oblečení a starodávný zvyk skarifikace.
Kanurijského původu byl přítel Josefa II. a průkopník zednářství Angelo Soliman a bývalý nigerijský prezident Sani Abacha.

## Galerie

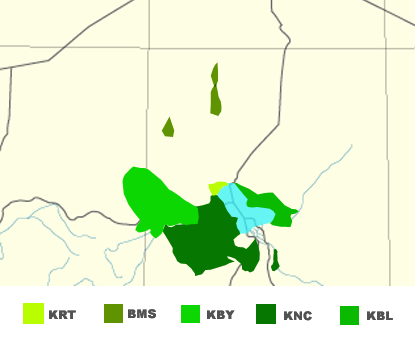
Mapa hlavních kanurijských dialektů
Vlajka Kanuriů
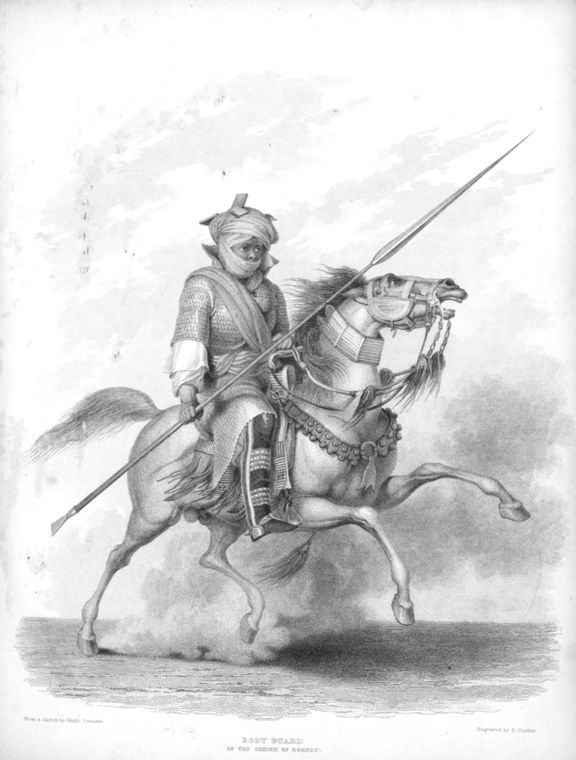
Kanurijský válečník, začátek 19. století